# Бет Мидлер
Бет Мидлер (енгл. Bette Midler; Хонолулу, 1. децембар 1945) је америчка певачица и глумица.

## Дискографија
- The Divine Miss M (1972)
- Bette Midler (1973)
- Songs for the New Depression (1976)
- Broken Blossom (1977)
- Thighs and Whispers (1979)
- No Frills (1983)
- Some People's Lives (1990)
- Bette of Roses (1995)
- Bathhouse Betty (1998)
- Bette (2000)
- Bette Midler Sings the Rosemary Clooney Songbook (2003)
- Bette Midler Sings the Peggy Lee Songbook (2005)
- Cool Yule (2006)
- It's the Girls! (2014)